# Mónica Ricketts
Mónica Ricketts fue una tenista argentina que llegó a ser número uno de su país en 1931 y se mantuvo entre las mejores diez de Argentina entre 1929, año de la primera clasificación oficial, y 1935.
Ganó el Campeonato del Río de la Plata en la edición de 1935, tras derrotar en la final a Leonilda Giusti por 6-2 y 6-3.
En dobles mixtos del mismo torneo, también en 1935, fue campeona junto a Adelmar Echeverría, tras derrotar en la final a Denise Rutherford de Zappa y Adriano Zappa por 6-3 y 6-1.
Apareció en dos ocasiones en la tapa de El Gráfico. En la edición 645 del 21 de noviembre de 1931, tras quedar primera en la clasificación de mejores tenistas del país.

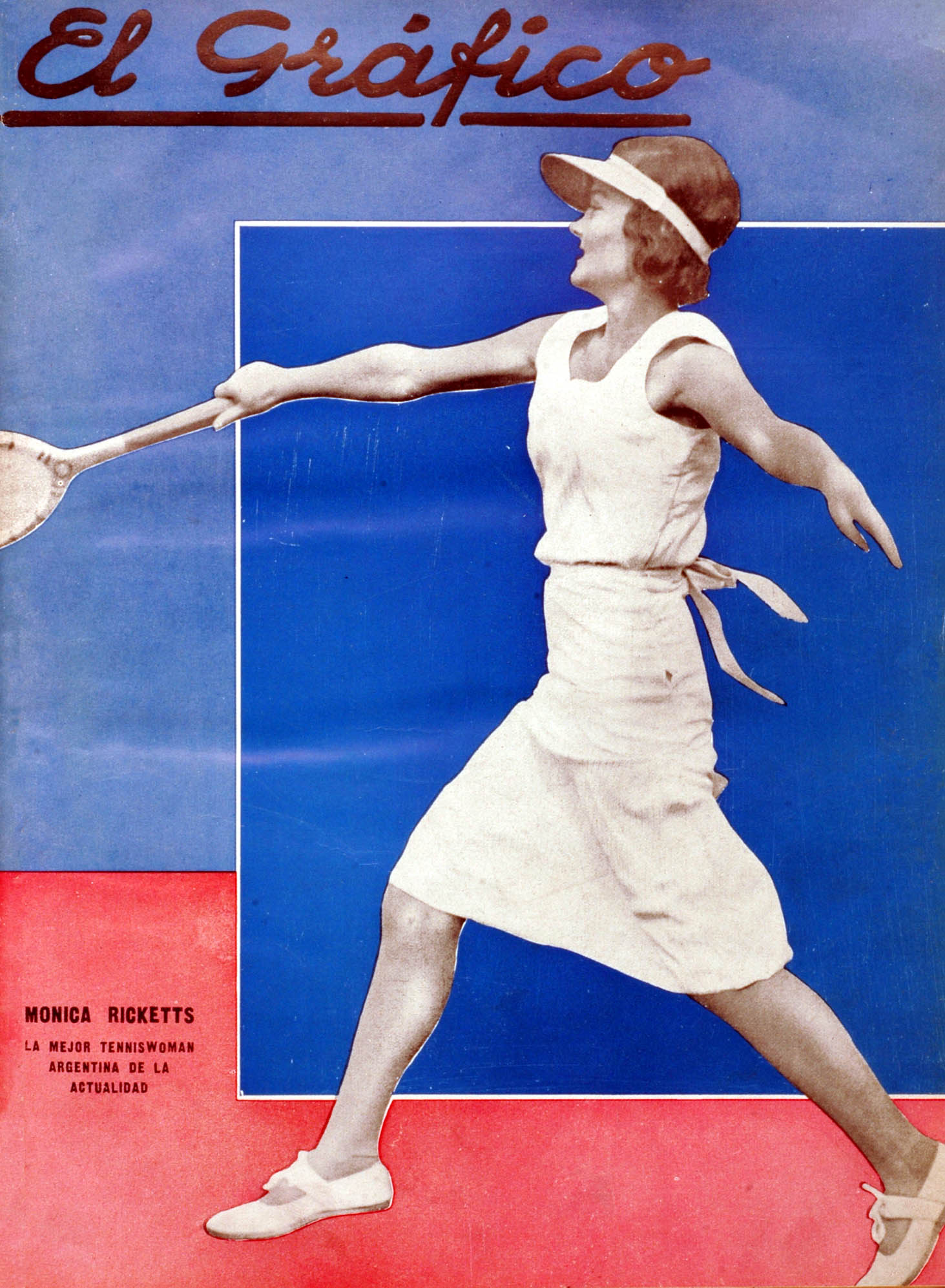
Mónica Ricketts en 1931, mejor tenniswoman de la actualidad.

En la edición 842, de agosto de 1935, tras ganar el Campeonato del Río de la Plata fue pintada por Lucilo del Castillo, el campeón masculino de la misma edición del torneo.

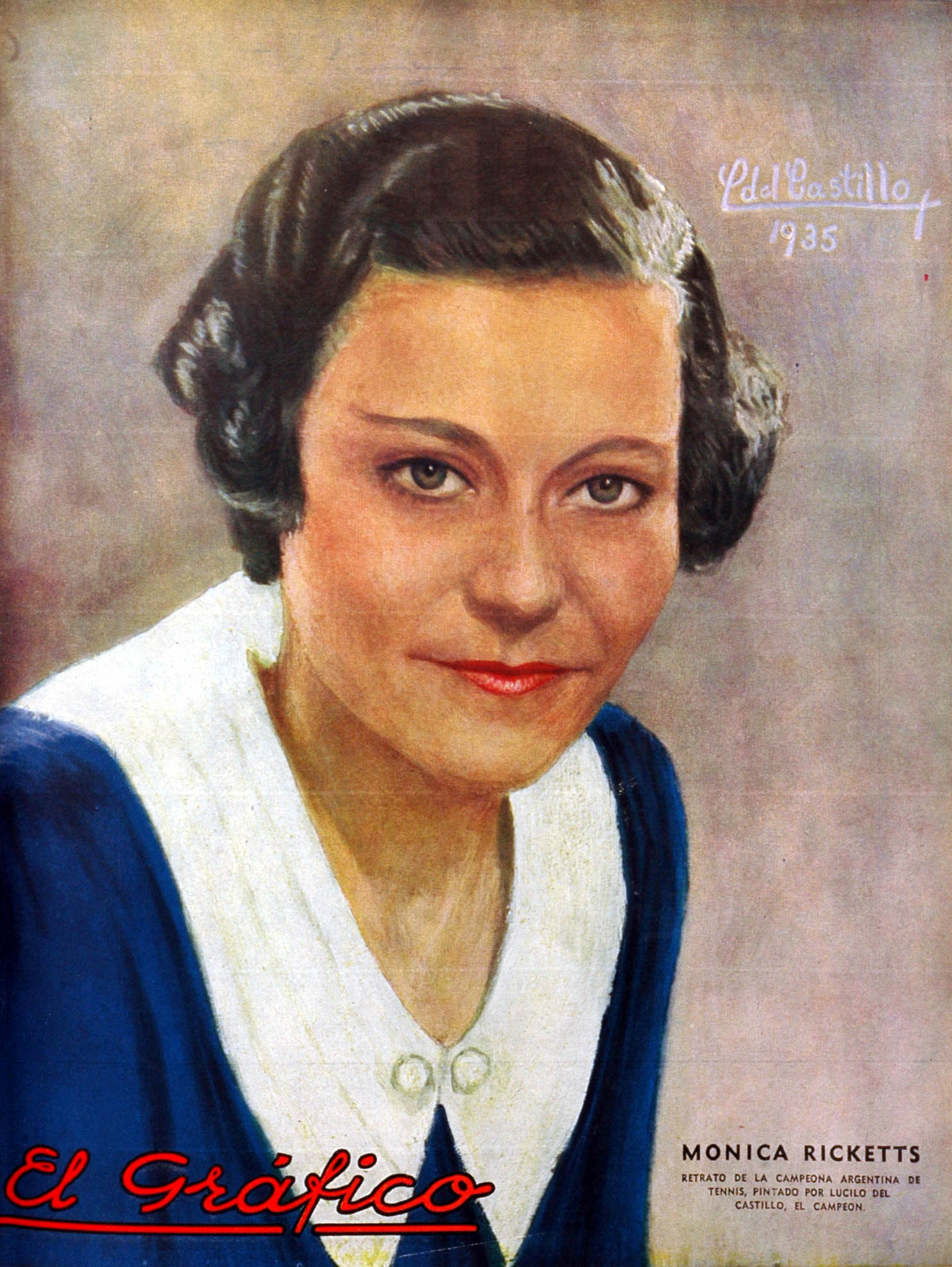
Mónica Ricketts pintada por Lucilo del Castillo en 1935.